# 德國廣播電台
德國廣播電台（呼號：XGRS）又名欧洲广播电台，是第二次世界大战期間位于上海的一个短波廣播和长波广播电台，为納粹德国政府在上海的宣传机关，由德国驻沪领事馆主办，並且隸屬於国民教育与宣传部，台址在上海大西路。德国广播电台於1940年6月14日开始在上海播音。1945年5月，德国投降后由日军接管，改为上海广播电台国际台。日本投降后，該電台被國民政府接收，改为中央广播事业管理处上海广播电台，呼号XORA。1949年5月27日，中國人民解放軍攻佔上海后，该台由上海市军管会接管。